# Muzeum Czynu Powstańczego w Górze Świętej Anny
Muzeum Czynu Powstańczego w Górze Świętej Anny – muzeum położone we wsi Góra Świętej Anny. Stanowi oddział Muzeum Śląska Opolskiego w Opolu.
Idea stworzenia muzeum zrodziła się w 1961 roku, podczas obchodów czterdziestej rocznicy III powstania śląskiego. Placówkę otwarto cztery lata później. Jej pierwszą siedzibą był budynek szkoły w Leśnicy, w którym podczas III powstania stacjonowało dowództwo 3 Katowickiego Pułku Powstańczego im. Jana Henryka Dąbrowskiego. W 1980 roku placówkę przeniesiono do aktualnej siedziby: budynku „Domu Polskiego” na terenie Góry Świętej Anny, który w latach przedwojennych pozostawał w gestii Związku Polaków w Niemczech.
W muzeum można oglądać – poza ekspozycjami dotyczącymi historii powstań śląskich oraz przejmowania terenów Górnego Śląska przez Polaków – wystawy obrazujące historię zespołu klasztornego franciszkanów, dzieje polskiego ruchu narodowego w latach 1848-1918, działalność Towarzystwa Gimnastycznego „Sokół” a także historię Związku Polaków w Niemczech i Związku Harcerstwa Polskiego na terenie Niemiec.
W 2006 roku muzeum wzbogaciło się o „Panoramę Powstań Śląskich” – multimedialny spektakl historyczny. W tymże roku przeniesiono tu również Dział Przyrody Muzeum Śląska Opolskiego. W 2023 roku muzeum uhonorowano Śląską Nagrodą im. Juliusza Ligonia.

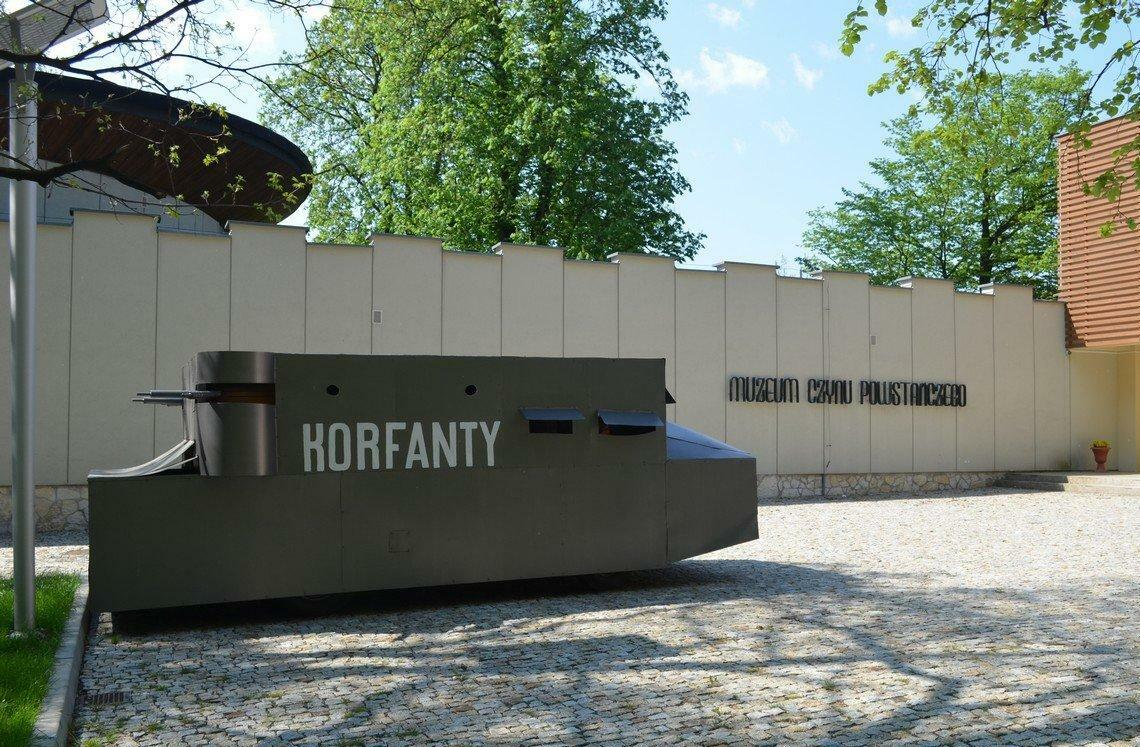
Fragment ekspozycji plenerowej w muzeum

Muzeum jest obiektem całorocznym, czynnym z wyjątkiem poniedziałków. Wstęp jest płatny.

## Kierownicy muzeum[2][3]
- Lidia Mazurkiewicz – 1966–1968
- Krystyna Orzechowska – 1969–1970
- Zyta Zarzycka – 1974–2004
- Aleksander Woźny – 2004–2005
- Andrzej Koziar – 2005–2007
- Jolanta Stańczak – 2007–2008
- Witold Iwaszkiewicz – 2008[2][3]–2019[4]